# カウンターパーツ
カウンターパーツ(英: Counterparts)はカナダ・オンタリオ出身のメタルコアバンド。
2007年にオンタリオ内のハミルトンで結成された。現在の所属レーベルはピュア・ノイズ・レコード。

## 経歴
2007年にハミルトンで結成。結成時のメンバーはブレンダン・マーフィー(Brendan Murphy, Vo)、ジェシー・ドリーン(Jesse Doreen, Gt)、カーティス・ウォシック(Curtis Washik, Ba)、エリック・バジネット(Eric Bazinet, Ba)、ライアン・ジャンティラ(Ryan Juntilla, Dr)の5人。その後2009年の中旬にカーティスが脱退し、入れ替わりでアレックス・リー(Alex Re, Gt)が加入。同年3月にはカナダツアーを行っている。2010年、シルヴァースタインのボーカリスト、シェーン・トールドの手引きでヴェロナ・レコードに加入する。この縁もあってか、ブレンダンはシルヴァースタインの5thアルバム『Rescue』にゲストボーカルとして参加、またPVにも出演している。
2010年2月23日にデビュー作となる1stアルバム『Prophets』をリリースする。同時期にライアンが脱退したため、新たにクリス・ニードハム(Chris Needham, Dr)が加入している。同年11月21日にはハードコアパンド、イグザルト(Exalt)とのスプリットEPをリリース。彼らは北米ツアーのサポート・アクトにも参加している。
2011年春にビクトリー・レコードに移籍。バンドは新作アルバムの製作が発表される同年夏までツアーを続行した。この間、クリスが言語聴覚士の道を進むためにバンド活動を断念。新しいドラマーを募っていたが、最終的に元ドラマーのライアンが再加入する形となった。そして、2ndアルバム『The Current Will Carry Us』を同年10月24日にリリース。同アルバムの楽曲から「Jumping Ship」のPVが製作された。
その後、2012年夏季に行われたヘッドライナーツアーではライアンが参加せず、元マジェスティ(Majesty)のカイル・ブラウンリー(Kyle Brownlee, Dr)がライアンの代わりにサポートを務めた。そしてライアンが正式に脱退することが発表された。これ以上バンド活動に意欲を見出せないためだと語られた。ライアンの後任には元オブ・アイ・アム・コミッティング(Of I Am Committing)、デッド・アンド・ディヴァイン(Dead and Devine)のケリー・ビラン(Kelly Bilan, Dr)が選ばれた。エリックは自身のタンブラー上でライアンの脱退について語り、以降ほとんどのメンバーが彼のことについて言及することはなくなった。
彼らの最新作である3rdアルバム『The Difference Between Hell and Home』は2013年7月24日にリリースされ、各方面で高評価を受けた。またそれに併せて収録曲「Witness」のPVが製作されている。
同年秋、アレックス・リーが自身のフェイスブック上で、12月に行われる地元でのライブを最後に脱退すると宣言した。その時点ですでに後任のエイドリアン・リー(Adrian Lee, Gt)の参加が決定しており、年末のいくつかのライブでセッションを行った。エイドリアンがアレックスの代わりに恒久的なメンバーになるかについては未だに不明である。2014年の春にはエリックも家族と共に余生を過ごしたいという意向によって脱退を発表する。
2015年夏、『Tragedy Will Find Us』をリリース。今作から所属レーベルをビクトリー・レコードからピュア・ノイズ・レコードに移している。
2017年9月、最新アルバムの『You're Not You Anymore』をリリース。

## メンバー
- ブレンダン・マーフィー(Brendan Murphy) - ボーカル (2007–現在)
- ブレイク・ハードマン(Blake Hardman) - ギター, コーラス (2016–現在)
- カイル・ブラウンリー(Kyle Brownlee) - ドラム, パーカッション (2017–現在)
- エイドリアン・リー(Adrian Lee) - ギター (2013–現在)
- タイラー・ウィリアムズ(Tyler Williams) -  ベース (2017–現在)

過去のメンバー
- カーティス・ウォシック(Curtis Washik) - ギター (2007–2009)
- ライアン・ジャンティラ(Ryan Juntilla) - ドラム, パーカッション (2007–2010; 2011–2012)
- クリス・ニードハム(Chris Needham) - ドラム, パーカッション (2010–2011)
- アレックス・リー(Alex Re) - ベース, コーラス (2009–2013)
- エリック・バジネット(Eric Bazinet) - ベース (2007–2014)
- ジェシー・ドリーン(Jesse Doreen) - ギター (2007–2016)
- ケリー・ビラン(Kelly Bilan) - ドラム, パーカッション (2012–2016)
- ブライアン・カチュマーチク(Brian Kaczmarczyk) -  ベース (2014–2017)

サポートメンバー
- カイル・ブラウンリー(Kyle Brownlee) - ドラム, パーカッション (2012, 2016)
- ベン・リーセム(Ben Leathem) - ドラム, パーカッション (2016–2017)

## ディスコグラフィー

### スタジオ・アルバム
- Prophets (2010)
- The Current Will Carry Us (2011)
- The Difference Between Hell and Home (2013) No. 49 US Billboard Indie, No. 7 US Billboard Heatseekers[1]
- Tragedy Will Find Us (2015) – No. 116 Billboard 200
- You're Not You Anymore (2017)[2] No. 112 Billboard 200[1]

### EP
- Counterparts - Untitled four-song EP (2008)
- Counterparts / Exalt Split (2010)
- Private Room (2018)